# Aat (Königin)

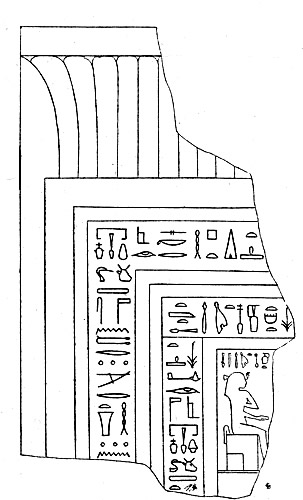
Die Scheintür der Aat

Aat (die Ältere, voller Name vielleicht: Chenmet-nefer-hedjet-aat) war eine altägyptische Königin und die Gemahlin von Amenemhet III. (regierte etwa von 1842 bis 1795 v. Chr.). Sie ist vor allem aufgrund ihrer Bestattung innerhalb der Pyramide des Herrschers in Dahschur bekannt. Diese Pyramide zeigte frühe Baumängel und wurde deshalb als potenzieller Bestattungsort des Königs aufgegeben. Stattdessen wurden hier verschiedene Königinnen bestattet, worunter sich auch Aat befand. Sie trug die Titel „Königsgemahlin“ (Ḥmt-njswt = Hemet-nisut), „(Seine) geliebte Königsgemahlin“ (Ḥm.t-njswt-mrj.t.f = Hemet-nisut-meritef), „Mitglied der Elite“ (Jrj-pˁ.t = Iri-pat) und „Vereinigt mit der weißen Krone“ (H̱nm.t-nfr-ḥḏt = Chenmet-nefer-hedjet = Die mit der Weißen Krone vereinigt ist). Ihre Namen und Titel sind von den Resten einer Scheintür und einer Opfertafel bekannt. Die Überreste ihrer Leiche zeigen, dass sie etwa 35 Jahre alt wurde.